# S-N曲線
S-N 曲線（S-N きょくせん、英語: S-N curve）とは、材料の疲労破壊において、一定の振幅で繰り返し負荷される応力と破断までの負荷の繰り返し数の関係を示した曲線である。S-N 線図、ヴェーラー曲線とも呼ばれる。S-N 曲線は疲労強度設計において最も基礎となる。
19世紀に、ドイツの技術者アウグスト・ヴェーラーが蒸気機関車の車軸の疲労破壊の問題に取り組む中で、1860年前後ごろに車軸を使った疲労試験を体系的に実施し、この研究を通してS-N 曲線の概念を確立した。

## 曲線の表現

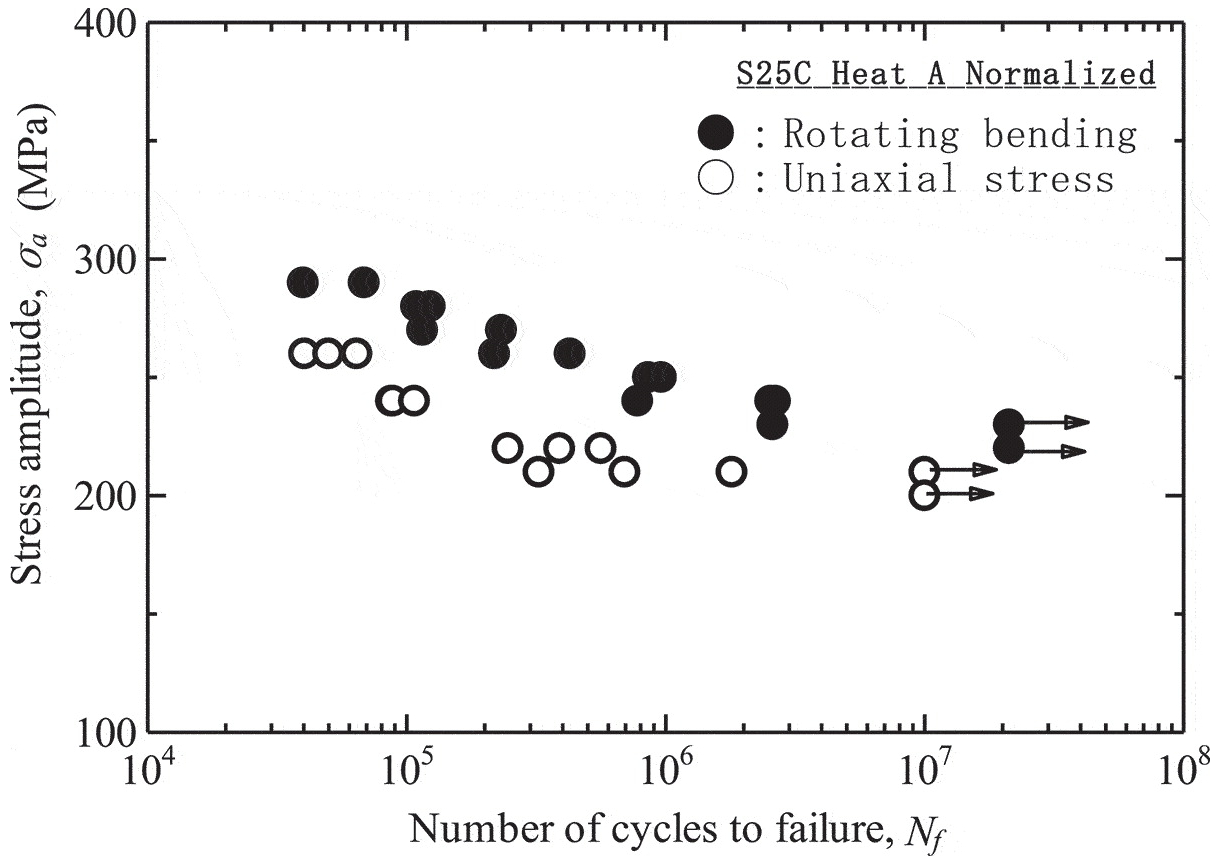
機械構造用炭素鋼 JIS S25C 焼ならし材の S-N 曲線の例。10^{7}回と2×10^{7}回のプロットの矢印は、破断せずにそこで試験を打ち切ったことを意味する。

対象物に、応力を繰り返し負荷すると疲労で破断する場合がある。この破断に達した繰り返し数を破断繰り返し数（Nf）と呼ぶ。負荷される応力は一定の振幅（片振り幅）で繰り返されるとして、この応力振幅を σa で表すと、一回の疲労試験で一つの σa と Nf の関係が得られる。応力振幅を下げると破断繰り返し数は大きくなり、応力振幅を上げると破断繰り返し数は小さくなる。このように、いくつかの応力振幅から得られる破断結果をプロットすることでその対象物の S-N 曲線が得られる。
応力レベルを示す S-N 曲線の縦軸にどのような物理量が使われるかは、いくつかの場合がある。平均応力や応力比を一定として応力振幅を縦軸に示す場合、応力比を一定として最大応力を縦軸に示す場合がある。最小応力が 0 のときは、応力幅（全振幅）を縦軸に示すこともある。コンクリートの S-N 曲線では、最小応力を一定として、最大応力を変数として縦軸に示すことが一般的である。
線図は、繰り返し数の横軸は対数目盛で表し、応力レベルの縦軸は普通目盛で表す、片対数グラフで示されることが一般的である。あるいは、縦軸も対数目盛で表し、両対数グラフとして示される場合もある。

## 曲線の形状と疲労限度の存在

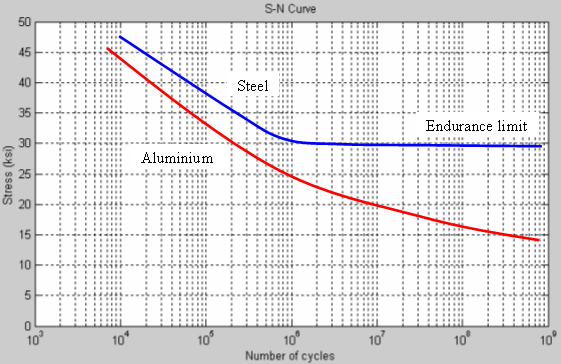
疲労限度を持つ S-N 曲線と疲労限度を持たない S-N 曲線の概略図。上が鋼で、10^{6}回以降から曲線は水平となっており、下はアルミニウムで、水平になることなく下がり続ける。

破断繰り返し数が疲労破壊としては比較的少ない回数の 105 回程度以下のときは、そのような疲労を低サイクル疲労と呼ぶ。それに対して、破断繰り返し数 105 回程度以上の疲労破壊は高サイクル疲労と呼ばれる。一般には S-N 曲線は、負荷応力が下がると破断繰り返し数が伸びていく右下がりの曲線となる。しかし、材料が低炭素鋼のような一部の材料では、およそ 106 回辺りで S-N 曲線が水平となる。すなわち、これ以下の応力では何回負荷を繰り返しても破断しないという下限が存在する。この下限の応力は疲労限度と呼ばれる。
一方、非鉄金属材料の多くでは疲労限度を示さずに、S-N 曲線は水平にならずに下がり続ける。プラスチック材料の多くも、繰り返し数 107 回でも水平にならない。疲労限度を示す鋼材料も、腐食環境下では疲労限度が消失して S-N 曲線は水平にならずに下がり続ける。

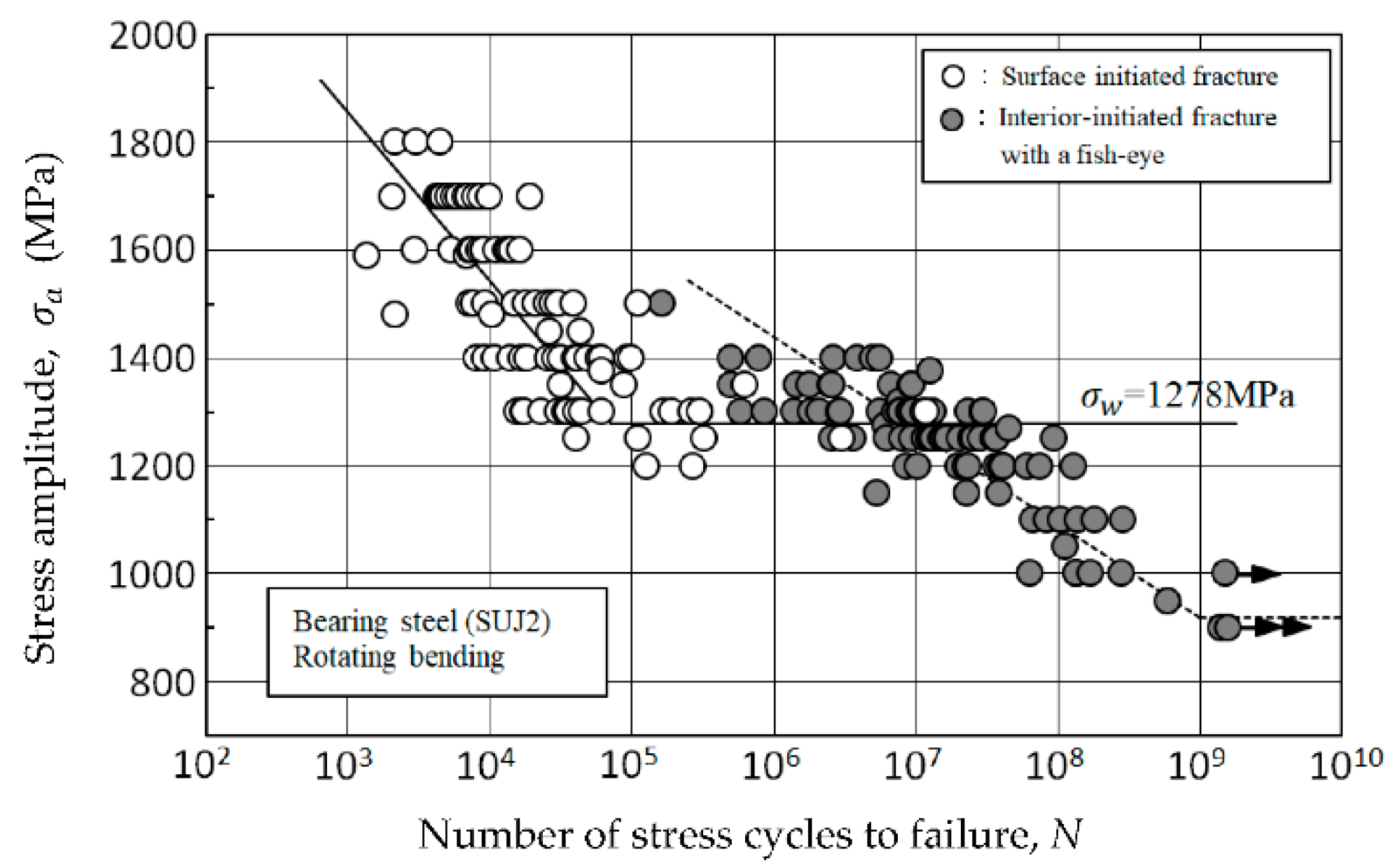
軸受鋼 JIS SUJ2 の2重 S-N 曲線の例

高繰り返し数領域で曲線が水平になる疲労限度を持つような材料でも、さらに 108 回や 109 回といった領域まで負荷を繰り返すと疲労破壊に至る場合がある。このような繰り返し数領域での疲労破壊は超高サイクル疲労やギガサイクル疲労と呼ばれる。超高サイクル疲労が起こる材料のS-N曲線は、水平になった後に再び右下がりの曲線となることがある。このような S-N 曲線のことを2重 S-N 曲線と呼ぶ。超高サイクル疲労のメカニズムはまだ十分に明らかにされていないが、通常の疲労破壊が材料表面に発生するき裂が進展して起こるのに対して、超高サイクル疲労は材料内部からき裂が発生・進展して破断に至るのが特徴である。そのため、破壊メカニズムの異なる2種類の S-N 曲線が同居することで2重 S-N 曲線となる考えられている。

## 統計的性質
一般に、実際の材料の強度にはばらつきがあり、疲労強度も同様である。S-N 曲線においても実験データが一本の曲線上に並ぶことはなく、試験を十分注意して行ったとしてもばらつきが生まれる。
S-N 曲線では2種類の確率分布が考えられる。1つは応力レベルを同じとしたときの破断繰り返し数の分布（ばらつき）で、もう1つは破断繰り返し数を同じとしたときの応力レベルの分布である。前者は疲労寿命分布、後者は疲労強度分布と呼ばれる。一般に、疲労寿命分布は、破断繰り返し数が少ない短寿命領域では分布は対数正規分布で近似でき、長寿命領域ではワイブル分布でよく近似できるといわれる。一方、疲労強度分布は、破断繰り返し数によらず正規分布で近似できることが多い。破壊確率を定数として、それぞれの破壊確率毎に描いた S-N 曲線を P-S-N 曲線と呼ぶ。いくつかの応力レベルにおける疲労寿命分布を得て、各々の疲労寿命分布上の同じ破壊確率の点を結ぶことで P-S-N 曲線を得ることができる。